# BOY'S COLOR
『BOY'S COLOR』（ボーイズ・カラー）は、2003年3月26日に発売された氣志團の2ndアルバム。

## 概要
- 初回盤はスリーブケース仕様で写真集付き。
- ジャケットはブロンディのアルバム『妖女ブロンディ』のパロディ。「改めて名刺代わりになるように」と、インディーズ時代からGIGで演奏し続けている楽曲を前作に続き多く収録し氣志團のアルバムの中で最大の売り上げを記録した。

## メンバー
- 綾小路 翔（翔やん）：VOCAL & MC & GUITAR
- 早乙女 光（ヒカル）：DANCE & SCREAM
- 西園寺 瞳（トミー）GUITAR
- 星 グランマニエ（ランマ）：GUITAR
- 白鳥 松竹梅（マツ）：BASS GUITAR
- 白鳥 雪之丞（ユッキ）：DRUMS & DRUNK

## 収録曲

### CD
- 全編曲：氣志團

| #         | タイトル                         | 作詞           | 作曲           | 時間  |
| --------- | -------------------------------- | -------------- | -------------- | ----- |
| 1.        | 「One Night Carnival」           | 綾小路翔       | 綾小路翔       | 4:59  |
| 2.        | 「潮騒の子守唄」                 | 綾小路翔       | 綾小路翔       | 5:45  |
| 3.        | 「ゴッド・スピード・ユー!」      | 綾小路翔       | 綾小路翔       | 3:18  |
| 4.        | 「恋人」(アルバム・ヴァージョン) | 綾小路翔       | 綾小路翔       | 6:49  |
| 5.        | 「330」                          | 綾小路翔       | 星グランマニエ | 4:00  |
| 6.        | 「D×D×D」                        | 綾小路翔       | 綾小路翔       | 3:59  |
| 7.        | 「朝焼けBANZAI」                 | -              | 綾小路翔       | 6:30  |
| 8.        | 「BOYS BRAVO!」                  | 綾小路翔       | 綾小路翔       | 4:27  |
| 9.        | 「俺が俺で俺だから」             | 綾小路翔       | 星グランマニエ | 3:36  |
| 10.       | 「朝がくる度」                   | 綾小路翔       | 綾小路翔       | 4:37  |
| 11.       | 「雷電」                         | 綾小路翔       | 綾小路翔       | 3:34  |
| 12.       | 「一番星」                       | 星グランマニエ | 星グランマニエ | 4:24  |
| 合計時間: | 合計時間:                        | 合計時間:      | 合計時間:      | 55:58 |